# 1713 у літературі

## Книги
- «Віндзорський ліс» (англ. «Windsor Forest») — поема Александера Поупа.

### П'єси
- «Катон» — трагедія Джозефа Еддісона.

### Нехудожні
- «Три діалоги між Хілами та Філонами» — праця ірландського філософа Джорджа Берклі.

## Народились
- 12 квітня — Гійом Тома Рейналь, французький письменник.
- 11 червня — Едвард Кепел, англійський літературний критик.
- 9 липня — Джон Ньюбері, англійський книговидавець і письменник.
- 5 жовтня — Дені Дідро, французький філософ та енциклопедист.
- 24 листопада — Лоренс Стерн, англійський письменник.

## Померли
- 5 січня — Жан Шарден, французький мандрівник, письменник.